# 홍인간
홍인간(중국어 정체자: 洪仁玕, 병음: Hóng Réngān, 1822년 - 1864년 11월 23일)은 청나라 후기에 발발한 태평천국의 난을 이끌던 지도자 중 한 사람이다. 광동성 화현(花縣, 현재 광저우 화두구)의 사람으로, 최고 지도자 홍수전의 친척 동생이다.

## 생애
홍인간은 태평천국의 전신인 배상제회의 교도였지만, 궐기 자체에는 소극적이었다. 홍수전이 금전봉기를 일으키자 그는 합류를 시도했지만, 실패로 돌아갔다. 그래서 그는 홍콩에 있던 스웨덴 출신의 선교사 테오도르 햄버거에게로 피신하여, 1853년에 세례를 받았다. 그는 홍수전이 남경을 공격하여 함락시키고 ‘천경’으로 개명하자, 상해로 향했다. 그러나 천경으로 가지 못하고 다시 홍콩으로 발길을 돌렸다. 햄버거의 사후에는 런던 전도회에서 어학이나 천문학 등을 배우면서 전도회를 지원을 하는 한편, 의사나 교사로도 활동하고 있었던 것 같다. 태평천국이 한숨을 돌린 1859년, 선교사의 인맥을 이용하여 천경에 도착했다. 지도부 간의 내홍을 앓고 있었던 홍수전은 크게 기뻐했다. 그는 홍인간을 ‘간왕’(干王)에 봉하고 내정을 맡겼다.

### 개혁안
홍콩에서의 생활은 홍인간에게 서구문명에 눈 뜨게 했고, 태평천국의 지부도와 당시의 유가 지식인과도 다른 사고를 하는 계기가 되었다. 즉 그는 태평천국에서 서유럽을 본뜬 제도 개혁을 시도한 것이다. 그 내용은 《자정신편》(資政新編)에 상세히 밝혀져 있다. 우선 국내에서는 철도, 기선 등 교통망을 정비하고, 광산 개발 등 인프라를 개발하고, 신문을 발행하고, 복지를 충실히 하며, 과거 개혁을 제안하고 미래에 미국을 모델로 한 정치 체제를 도입하자고 주장했다. 외정에서는 서구를 대등한 존재로 취급하고, 통상관계를 구축하고, 선교사의 활동을 허가해 줄 것을 주장했다. 또한 《영걸소진》(英傑帰眞)에서 유교와 불교, 도교를 비판하고 구어의 도입 필요성을 제기했다.
그러나 이러한 제안한 개혁안은 열매를 맺지 못했다. 홍수전은 홍인간의 주장을 합리적으로 평가했지만, 다른 지도부들에게 홍인간의 주장은 그들의 상식이나 경험에 비추어 너무 동떨어진 것이었으며, 사실대로 말하면 이해할 수 없었던 것이다. 홍인간은 청나라와 서구 열강이 손을 잡을 경우 태평천국이 중대한 위기에 빠질 것이라고 주장했다. 그러면서 자신들에게 서구열강과 제휴를 하자고 주장하는 것을 이해하지 못한 것이다. 이러한 주장은 그동안의 최고위급 간부이자 대외 강경주의자였던 이수성과 격렬하게 대립하는 원인이 되었다.

### 최후
태평천국의 붕괴 이후 이수성과 함께 홍수전의 자식 홍천귀복를 따라 천경을 탈출하여 강서성으로 피신했지만, 곧 잡혀 남창에서 처형당했다.

## 영향
아이러니하게도 《자정신편》(資政新編)의 내용은 태평천국을 멸망시킨 증국번 휘하의 조열문에 의해 높은 평가를 받았다. 그리고 증국번과 이홍장에 의한 ‘양무운동’으로 현실화되었다. 그리고 《영걸소진》(英傑帰眞)의 내용도 신해혁명 이후에 이루어지게 되었다.